# 게일 (가수)
게일(Gayle, 2004년 7월 8일 ~ )은 미국의 싱어송라이터이다. 2021년 싱글 "ABCDEFU"가 전 세계적으로 인기를 끌면서 빌보드 핫 100 3위, 영국 싱글 차트 1위까지 올랐다.

## 음반 목록

### 정규 음반
- A Study of the Human Experience (2022)

### EP
- A Study of the Human Experience Volume One (2022)
- A Study of the Human Experience Volume Two (2022)

## 수상
- 2023년 《써클차트 뮤직 어워즈》 올해의 해외 라이징스타상